# Still Feel Gone
Still Feel Gone är ett album av den inflytelserika amerikanska alt-countrygruppen Uncle Tupelo, ursprungligen utgivet 1991. 2003 släpptes en nyutgåva med fem bonuslåtar.

## Låtlista
1. "Gun" (Jay Farrar/Michael Heidorn/Jeff Tweedy) - 3:40
2. "Looking for a Way Out" (Farrar/Heidorn/Tweedy) - 3:40
3. "Fall Down Easy" (Farrar/Heidorn/Tweedy) - 3:08
4. "Nothing" (Farrar/Heidorn/Tweedy) - 2:16
5. "Still Be Around" (Farrar/Heidorn/Tweedy) - 2:44
6. "Watch Me Fall" (Farrar/Heidorn/Tweedy) - 2:12
7. "Punch Drunk" (Farrar/Heidorn/Tweedy) - 2:43
8. "Postcard" (Farrar/Heidorn/Tweedy) - 3:38
9. "D. Boon" (Farrar/Heidorn/Tweedy) - 2:32
10. "True to Life" (Farrar/Heidorn/Tweedy) - 2:22
11. "Cold Shoulder" (Farrar/Heidorn/Gary Louris/Sean Slade/Tweedy) - 3:15
12. "Discarded" (Farrar/Heidorn/Tweedy) - 2:42
13. "If That's Alright" (Farrar/Heidorn/Tweedy) - 3:12

Bonusspår på 2003 års nyutgåva.
14. "Sauget Wind" (Farrar) - 3:31
15. "I Wanna Destroy You" (Robyn Hitchcock) - 2:30
16. "Watch Me Fall" (Farrar/Heidorn/Tweedy) - 2:08
17. "Looking for a Way Out" (Farrar/Heidorn/Tweedy) - 2:03
18. "If That's Alright" (Farrar/Heidorn/Tweedy) - 3:03

## Medverkande
- Jay Farrar - elgitarr, akustisk gitarr, banjo, mandolin, munspel, sång
- Michael Heidorn - trummor
- Jeff Tweedy - akustisk gitarr, bas, sång
- Chris Bess - piano, dragspel
- Rich Gilbert - optigan
- Brian Henneman - akustisk gitarr
- Gary Louris - elgitarr
- Sean Slade - orgel, piano